# 대한민국 형사소송법 제71조
대한민국 형사소송법 제71조는 구인의 효력에 대한 형사소송법의 조문이다.

## 조문
제71조(구인의 효력) 구인한 피고인을 법원에 인치한 경우에 구금할 필요가 없다고 인정한 때에는 그 인치한 때로부터 24시간 내에 석방하여야 한다.

第71條(拘引의 效力) 拘引한 被告人을 法院에 引致한 境遇에 拘禁할 必要가 없다고 認定한 때에는 그 引致한 때로부터 24時間 內에 釋放하여야 한다.

## 참고 문헌
- 손동권 신이철, 새로운 형사소송법(초판, 2013), 세창, 2013. ISBN 9788984114081

## 같이 보기
- 강제처분